# Jungle van Calais

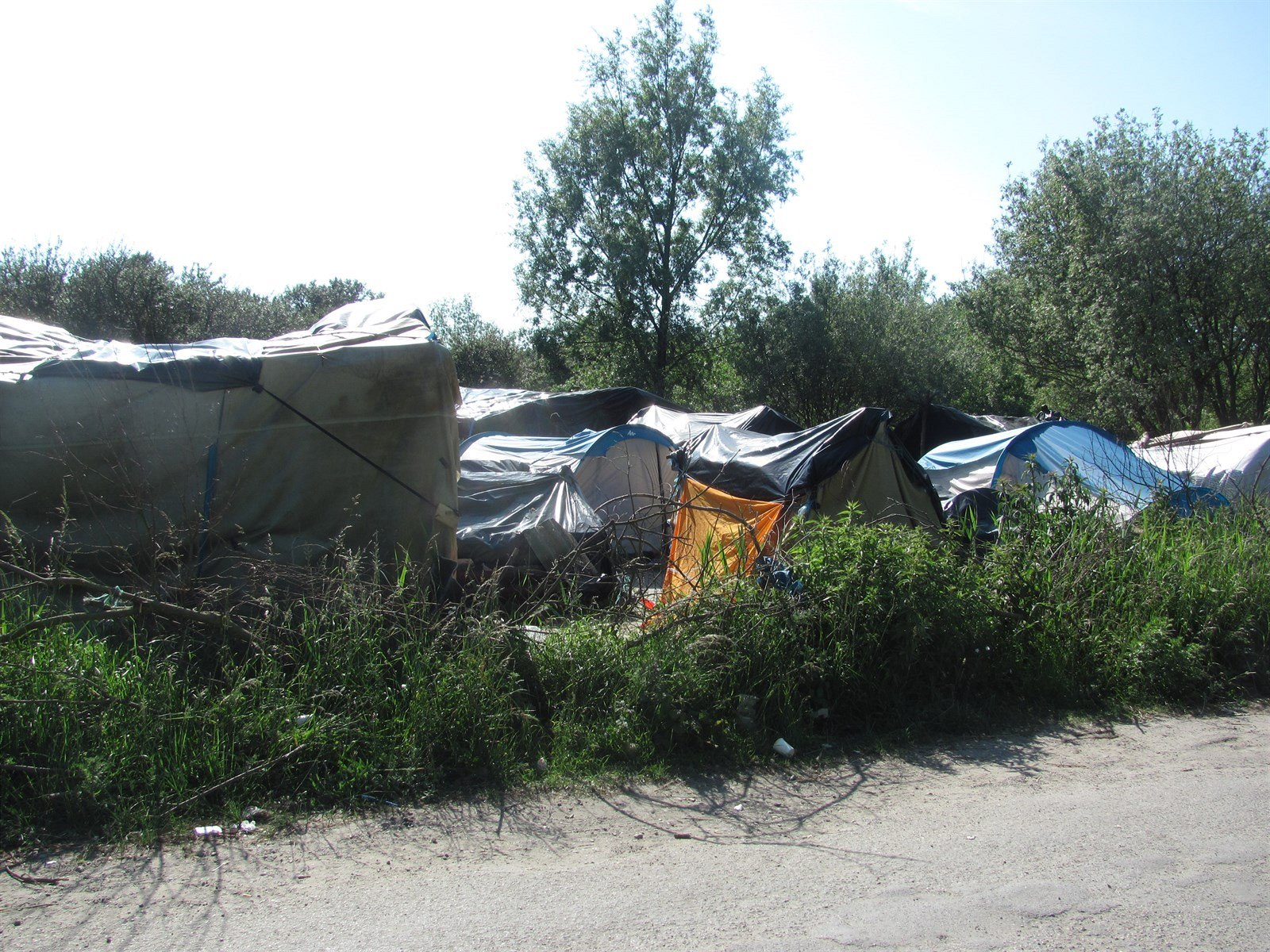
Tenten in het vluchtelingenkamp (2015)

De Jungle van Calais was een spontaan ontstaan vluchtelingenkamp ten noorden van de Franse stad Calais en nabij de veerboten naar Dover. Het kamp bestond voornamelijk uit geïmproviseerde tenten, dozen en bouwsels en werd bevolkt door een wisselend aantal migranten van wie de meeste via de Kanaaltunnel of per boot naar het Verenigd Koninkrijk wilden reizen.
De bewoners van het kamp kwamen uit allerlei landen, veelal oorlogsgebieden. Ongeveer een derde van hen was afkomstig uit Soedan. De landen waaruit daarna de meesten afkomstig waren, waren in 2016 respectievelijk Afghanistan, Irak, Iran, Syrië, Eritrea en Pakistan. De doorstroming in het kamp was groot en het bevolkingsaantal wisselde.
In de ogen van de Franse regering was het kamp illegaal.

## Geschiedenis

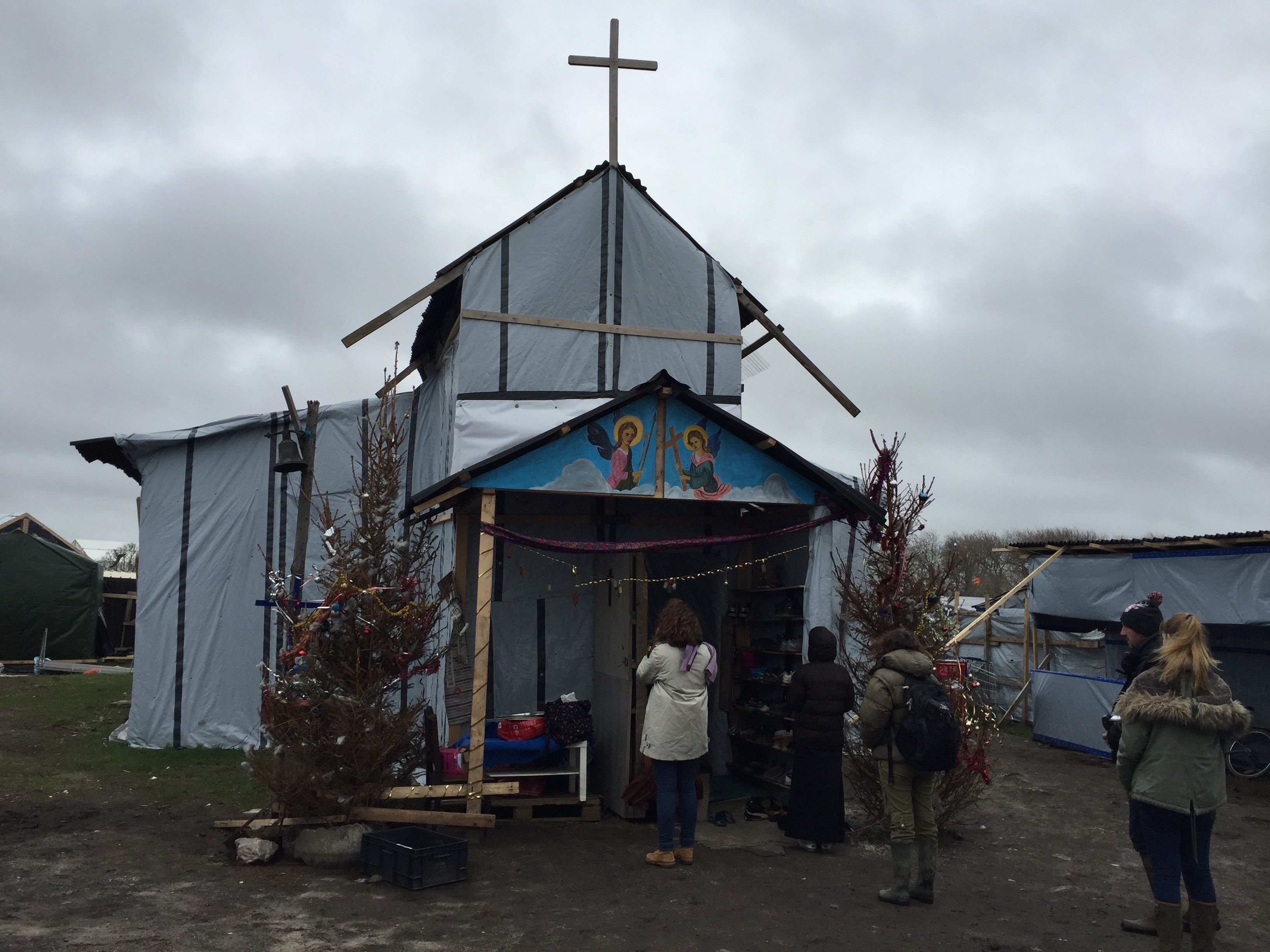
Sint-Michaelkerk (2015)

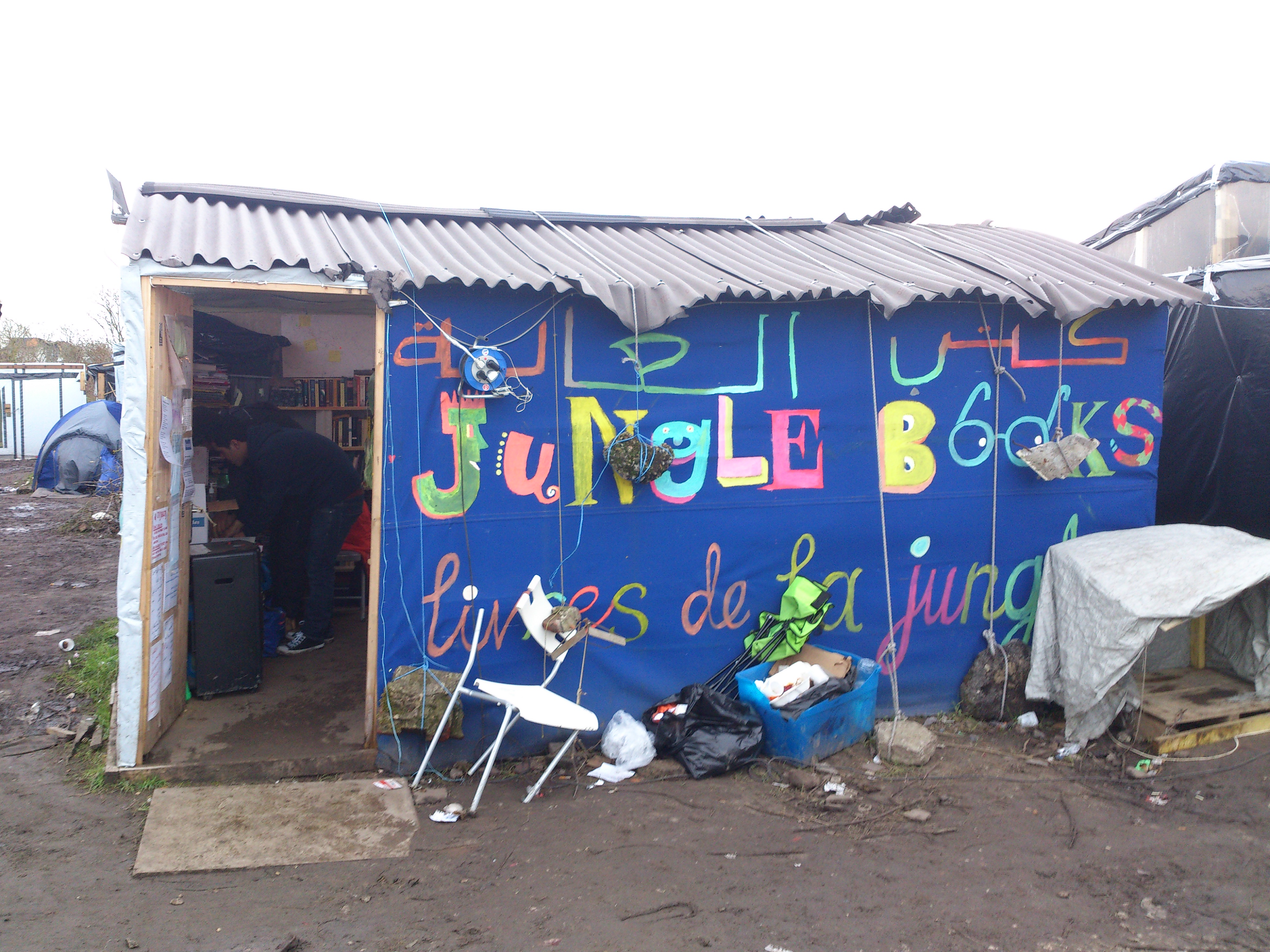
bibliotheek 'Jungle Books' (2015)

Eerder was er een opvangcentrum geweest bij Sangatte, dat ten westen van Calais direct aan de Kanaaltunnel lag. Dit was in 1999 geopend. Het was bedoeld om maximaal 800 mensen op te vangen, maar raakte al snel overbevolkt en er verbleven ook clandestiene migranten. In 2002 werd besloten dit opvangcentrum te ontmantelen. Vervolgens werd in de bossen bij de haven een eerste provisorisch vluchtelingenkamp aangelegd. Op last van toenmalig minister van Binnenlandse Zaken Nicolas Sarkozy werd dit kamp in november 2002 weer ontruimd.
In de eerste jaren hierna nam het aantal vluchtelingen bij Calais sterk af, al bleven er doorgaans enkele honderden aanwezig. In september 2009 wilde de gemeente Calais een bidonville waar ongeveer 700 migranten verbleven ontruimen. Op 22 september van dat jaar vond een grote inval in het kamp plaats.
Vanaf het voorjaar van 2014 begon het aantal vluchtelingen in het kamp snel op te lopen, toen steeds meer migranten via de Middellandse Zee Europa bereikten. In mei van dat jaar werden er in Calais drie kampen met in totaal 500 bewoners ontmanteld na een uitbraak van schurft. In juni werd melding gemaakt van inmiddels 900 migranten. Het belangrijkste kamp werd korte tijd later opnieuw ontmanteld. In augustus vielen bij onderlinge ruzies in het kamp tientallen gewonden. In september dreigde de burgemeester van Calais, Natacha Bouchart, de haven van Calais tijdelijk te sluiten indien het Verenigd Koninkrijk niets deed om de problematiek het hoofd te bieden. Er werd in overleg met minister Bernard Cazeneuve een extra opvangcentrum geopend.
De Britse krant The Telegraph schatte halverwege 2015 het aantal migranten in het kamp reeds op 3000. Daarna bleef het kamp verder groeien. In oktober 2015 werd besloten de vluchtelingen zoveel mogelijk over het land te verdelen.
In januari 2016 opende de Franse overheid een containerpark, als alternatief voor het tentenkamp. Dat kamp werd vanaf eind februari 2016 gedeeltelijk ontruimd, maar dit had niet het beoogde gevolg dat de 'jungle van Calais' kleiner werd.
In augustus 2016 werden 6901 mensen geteld, onder wie tussen de 700 en 1000 minderjarigen en zo'n 200 vrouwen. De gemiddelde leeftijd was vijfentwintig jaar. Op 2 september 2016 berichtte The Guardian dat het aantal bewoners inmiddels tot 7000 à 10.000 gestegen was en de problemen steeds groter werden. Ook het aantal gevallen van agressie nam toe, zowel tussen de kampbewoners onderling als tussen het kamp en buitenstaanders. Soms vielen er bij vechtpartijen in het kamp tientallen gewonden tegelijk. Op 23 augustus kwam een Soedanees bij gevechten om het leven.
In de regio zijn gaandeweg meerdere kampen ontstaan, zoals het kamp bij Groot-Sinten, waar de levensomstandigheden nog slechter zijn.
In 2021 leefden rond Calais circa 2000 mensen zonder enige vorm van onderdak en zonder hulp van de overheid.

## Problemen

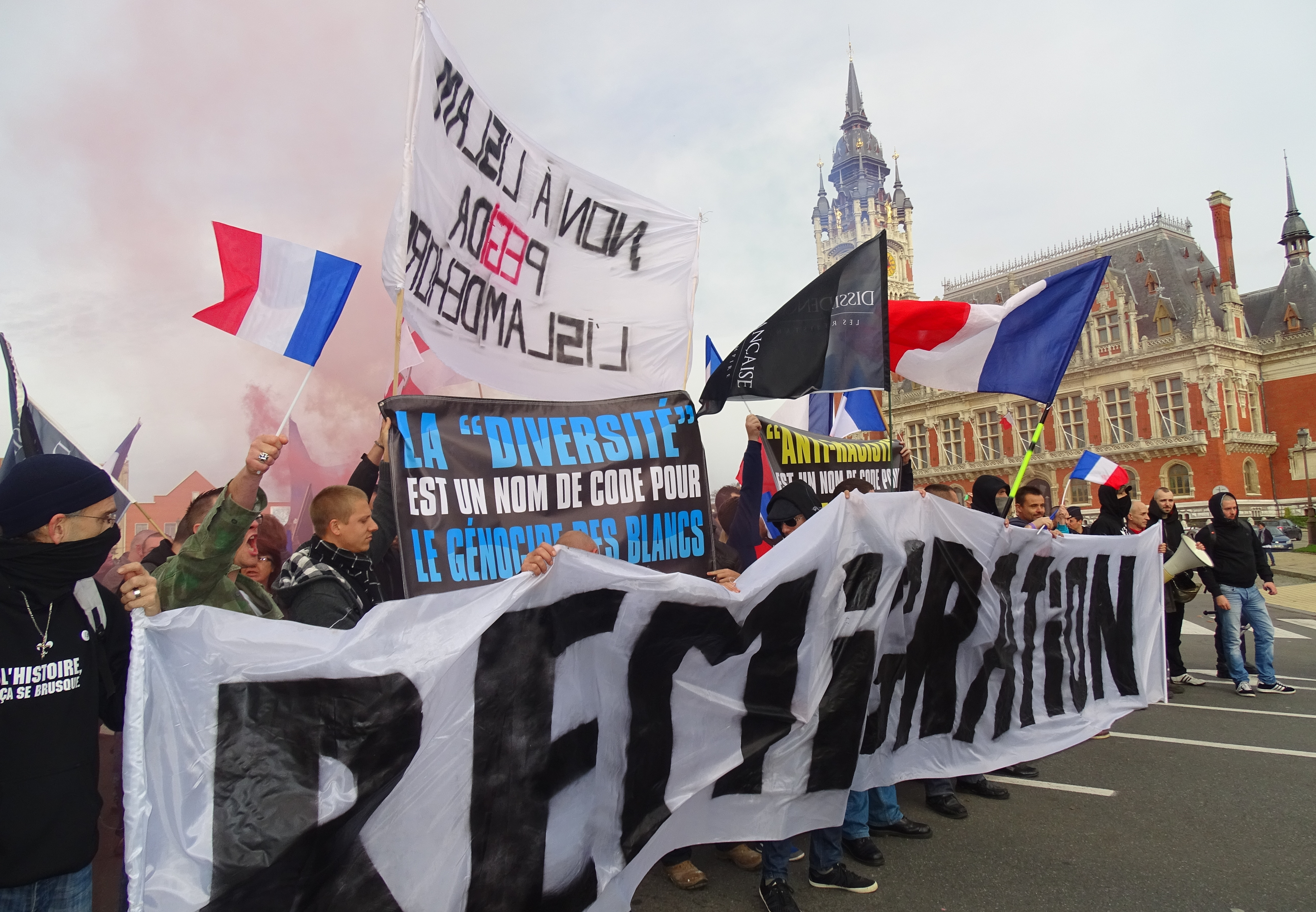
Mars tegen migratie en islam in Calais op 8 november 2015

Er waren in het kamp grote problemen met hygiëne, tekort aan voedsel en criminaliteit in het kamp. Hulp aan de immigranten werd officieel verboden door de Franse autoriteiten en de politie trad geregeld op tegen bewoners van het kamp. Verschillende vrijwilligersorganisaties boden desondanks hulp. Zo zette Artsen zonder Grenzen in 2016 een kliniek voor de bewoners op en hielp sanitaire voorzieningen op te zetten. Naast de miserabele levensomstandigheden was ook de psychische gezondheid van de vluchtelingen een bron van zorg.
Er vonden met enige regelmaat ongeregeldheden plaats, met name doordat de kampbewoners op allerlei manieren via de Kanaaltunnel het Verenigd Koninkrijk probeerden te bereiken. Gemiddeld werden er elke nacht 150 pogingen ondernomen om in de tunnel te komen, wat tot meerdere doden in of nabij de Kanaaltunnel leidde. Op de A16 richting Calais probeerden in de zomer van 2015 honderden migranten in vrachtwagens te klimmen. In 2016 werd enkele malen de snelweg geblokkeerd en chauffeurs werden bedreigd. Transportvereniging Febetra trok aan de bel bij de Franse regering.
Ook vonden een aantal verkrachtingen plaats, waarvan met name minderjarige kampbewoners en bezoekers, onder wie een Britse student uit Londen, het slachtoffer werden.

## Maatregelen en ontruiming
Begin september 2016 besloten Frankrijk en het Verenigd Koninkrijk om gezamenlijk langs de toegangsweg naar de veerboten een vier meter hoge muur te bouwen. Het project zou in totaal ruim 20 miljoen euro kosten. Inwoners van Calais reageerden ontstemd op het besluit.
Op 24 september verklaarde president François Hollande dat hij de circa 9.000 bewoners van het kamp wilde herverdelen over 164 opvangcentra in heel Frankrijk. Twee dagen later bracht de president een bezoek aan het kamp en kondigde volledige ontmanteling ervan aan. Op 13 oktober werd de ontmanteling nog even uitgesteld omdat er nog geen duidelijk plan van aanpak was voor de toekomst van de kampbewoners, waar veel minderjarigen bij zaten. Vijf dagen later bevestigde de Franse rechtbank definitief dat het kamp mocht worden ontruimd. Elf hulporganisaties hadden er bezwaar tegen aangetekend, maar dit werd afgewezen.
Op 24 oktober werd om 8.00 uur 's morgens begonnen met de ontruiming van het kamp. In de ochtend van 26 oktober maakte de prefect van Pas-de-Calais bekend dat het kamp volledig was ontruimd. Tijdens de evacuatie waren enkele tenten uit protest in brand gestoken en vond een groepsverkrachting van een Ethiopische vluchtelinge plaats. Dat het kamp volledig was ontruimd werd de volgende dag echter door andere bronnen tegengesproken; er zouden nog zo'n honderd minderjarigen op het terrein aanwezig zijn die die nacht in de openlucht hadden geslapen. Zij hadden de registratie, die vóór de definitieve ontruiming had plaatsgevonden, gemist. Op 28 oktober werd er melding gemaakt van nog ongeveer honderd vluchtelingen in het ontruimde kamp, maar ook dat er nog nieuwe immigranten arriveerden. Tevens moet gezegd worden dat er naar schatting duizenden vluchtelingen al eerder uit Calais vertrokken (vóór de ontruiming) in de hoop in een van de omliggende plaatsen een nieuw kamp op te bouwen.
Voorjaar 2017 werden echter al weer honderden vluchtelingen gesignaleerd. Nu zonder de accommodatie die er vroeger was. De burgemeester had bepaald dat de vluchtelingen niet geholpen mochten worden. Een verbod dat door de rechter onwettig verklaard werd. De politie hield echter vluchtelingen en hulpverleners gescheiden. Men wil een nieuw vluchtelingenkamp hier vermijden.